# Kufi

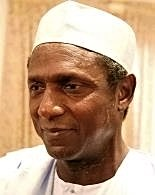
Presidente de Nigeria, Umaru Yar'Adua portando un kufi.

Un kufi o gorro kufi es un tocado o gorro corto originario de África usado por todas las religiones y también por la diáspora africana.

## Uso en África y en los pueblos afroamericanos
En el África Occidental el gorro kufi es un sombrero tradicional para el hombre, y en muchos países de las regiones forma parte del traje tradicional. Este tiene su origen en los cristianos, musulmanes y judíos africanos. Muchas personas de avanzada edad lo usan todos los días como símbolo de autoridad, sabiduría o estatus.
En Estados Unidos se exportó esta costumbre entre los descendientes de africanos, como símbolo de sentirse orgulloso de su cultura y origen. También es común que se utilice en celebraciones religiosas como Navidad o Pascua.
Además para las comunidades Afrocolombianas es un signo de valor, sabiduría y respeto, un elemento que no se puede utilizar en cualquier momento, si no para actos especiales como lo son en las eucaristías, el mes de la afrocolombianidad, conferencias, etc., debido al respeto que se tiene en el, no es recomendable llevarse a una discoteca.